# Hohenlohe-Langenburg
Hohenlohe-Langenburg fu una contea e un principato a nord-est del Baden-Württemberg, in Germania, presso Langenburg.

## Storia

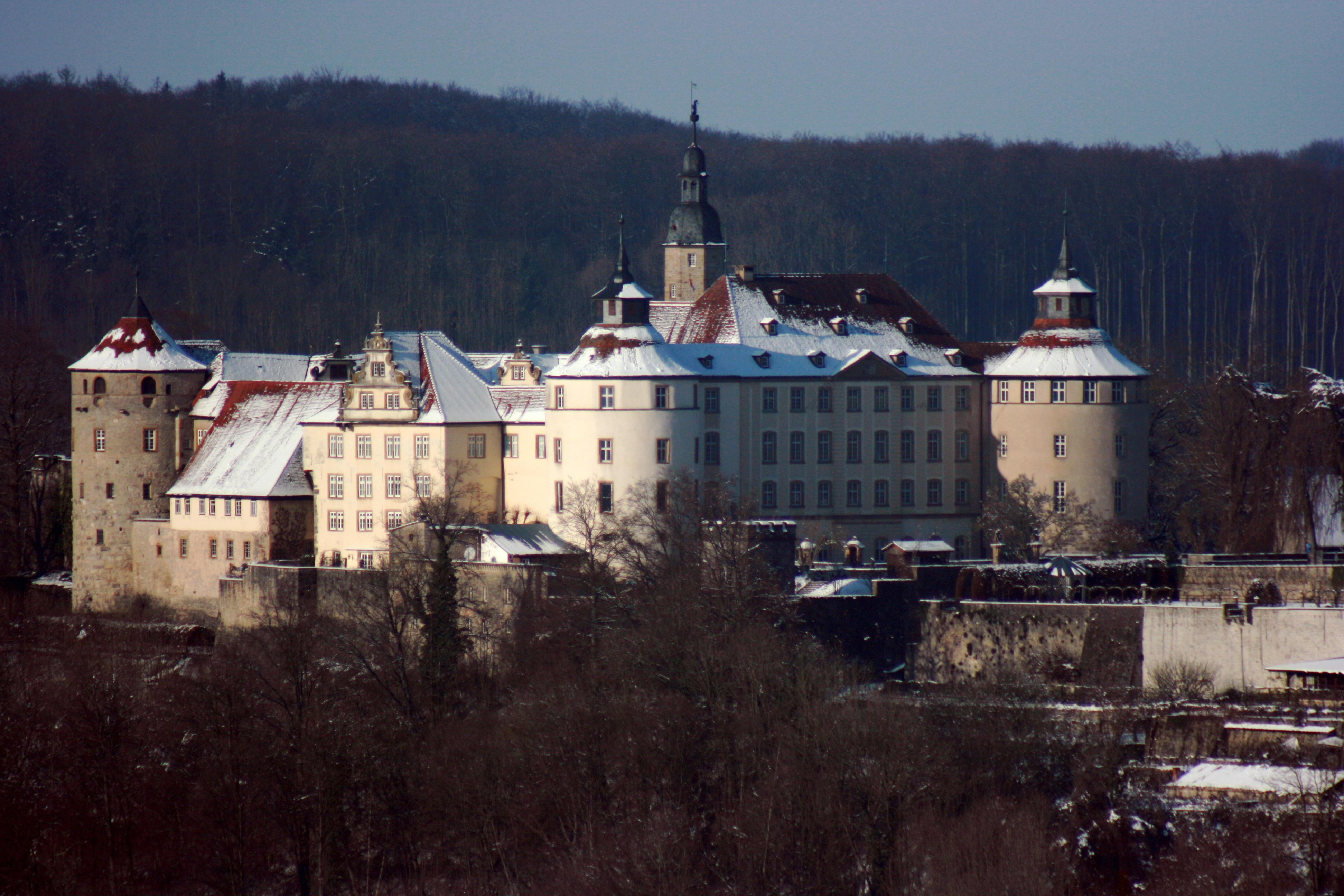
Castello di Langenburg

Nacque dalla suddivisione dell'Hohenlohe-Neuenstein nel 1701, che diede origine anche all'Hohenlohe-Ingelfingen e all'Hohenlohe-Kirchberg e in seguito venne elevato da contea a principato. Allo scioglimento del Sacro Romano Impero nel 1806, passò al Württemberg.
La casata di Hohenlohe-Langenburg rimase protestante e fu collegata con tutte le altre dinastie protestanti regnanti d'Europa. La regina consorte Adelaide del Regno Unito era Hohenlohe-Langenburg per parte di madre e suo cugino, il principe Ernesto nel 1828 sposò Feodora di Leiningen sorellastra della futura regina Vittoria, nel 1828. Nel 1896, il nipote di Feodora, un altro principe di nome Ernesto, sposò la nipote di Vittoria, la principessa Alessandra, mentre il loro figlio Goffredo (1897-1960) sposò nel 1931 la principessa Margherita di Grecia, una sorella di Filippo, duca di Edimburgo

## Sovrani di Hohenlohe-Langenburg

### Conti di Hohenlohe-Langenburg (1610-1764)
- Filippo Ernesto (1610-1628)
- Luigi Crato (1628-1632)
- Gioacchino Alberto (1632-1650; anche conte di Hohenlohe-Kirchberg)
- Enrico Federico (1650-1699)
- Alberto Volfango (1699-1715) con
  - Cristiano Crato (1699-1701; anche conte di Hohenlohe-Ingelfingen) con
  - Federico Eberardo (1699-1701; anche conte di Hohenlohe-Kirchberg)
- Luigi (1715-1764); elevato al grado di Principe del Sacro Romano Impero nel 1764

### Principi di Hohenlohe-Langenburg (1764-1806)
- Luigi (1764-1765)
- Cristiano Alberto (1765-1789)
- Carlo Ludovico I (1789-1806); nel 1806 il Principato viene mediatizzato

### PrincipititolariHohenlohe-Langenburg (1806-1918)
- Carlo Ludovico I (1806-1825); nel 1806 il Principato viene mediatizzato
- Ernesto I (1825-1860)
- Carlo Ludovico II (1860)
- Ermanno (1860-1913)
- Ernesto II (1913-1918)

## Capi della casata di Hohenlohe-Langenburg (1918-oggi)
- Ernesto Guglielmo Federico Carlo Massimiliano (1918-1950)
- Goffredo Ermanno Alfredo Paolo Massimiliano Vittorio (1950-1960)
- Crato Alessandro Ernesto Luigi Giorgio Emico (1960-2004)
- Filippo Goffredo Alessandro (n. 2004)

L'erede al Principato è Massimiliano Leopoldo Ernesto Crato Pietro di Hohenlohe-Langenburg (n. 2005), figlio del precedente.